# 加拿大武裝部隊
加拿大武裝部隊（英語：Canadian Armed Forces，簡稱，簡稱），通稱加拿大軍隊，是加拿大各軍部隊自1968年2月1日起採用的統稱。加拿大聯邦政府由當日起將陸海空三軍合併為統一架構。

## 任務
- 保衛加拿大並捍衛主權
- 與美國合作捍衛北美洲
- 透過在世界各地的行動為國際和平與安全做出貢獻[1]

加拿大武裝部隊根據《國防法令》：
The Canadian Forces are the armed forces of Her Majesty raised by Canada and consist of one Service called the Canadian Armed Forces. （National Defence Act, R.S., 1985, c.N-4, s-14）

## 歷史

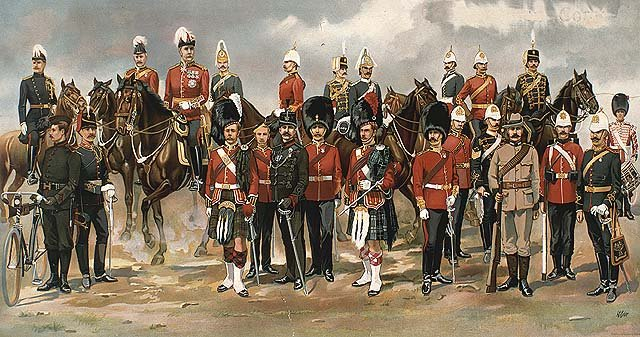
1898年加拿大民兵的各種制服。

加拿大軍隊的歷史可以追溯到19世紀初的民兵。
1940年11月，加拿大民兵正式更名為加拿大陸軍
第二次世界大戰結束時，加拿大擁有世界第四大空軍和第五大海軍水面艦隊，以及有史以來規模最大的志願軍。

### 1968年2月以後
1968年2月1日，當時加拿大皇家海軍，加拿大陸軍和加拿大皇家空軍合併成一個的結構。分為海上司令部、地面部隊、空中司令部
2011年，三個司令部恢復了原來的名稱，分別再次成為加拿大皇家海軍，加拿大陸軍和加拿大皇家空軍。

## 領導
根據加拿大憲法，加拿大軍隊的三軍統帥是加拿大君主查理斯三世，稱作加拿大武裝部隊總司令。然而，從1904年起，加拿大君主授權總督代行及使用三軍統帥的銜頭及職責。現任加拿大總督是瑪麗·西蒙。宣戰一定由「加拿大君主」或「加拿大總督」簽署。
根據西敏制的民主政府體制，加拿大總理擁有實質上的軍隊調度和部署的決策權。加拿大國防部長是專責國防事務的內閣，掌管國防部。加拿大軍隊的最高軍職是國防參謀長，為總理的最高軍事顧問，掌管國防總部。
武裝部隊理事會向國防參謀長提供建議與協助。
加拿大武裝部隊由位於首都渥太華的國防總部指揮。

## 組織

### 加拿大皇家海軍
- 大西洋艦隊
- 太平洋艦隊
- 加拿大部隊海軍預備役（英语：Canadian Forces Naval Reserve）
- 海軍戰術行動群（Naval Tactical Operations Group）
- 海軍安全小組（英语：Naval Security Team）

### 加拿大陸軍
- 加拿大第2師
- 加拿大第3師
- 加拿大第4師
- 加拿大第5師
- 加拿大陸軍條令與訓練中心

除了三個正規旅群，還有十個預備役旅群。

### 加拿大皇家空軍
由加拿大空軍司令指揮，為中將軍銜。師由少將指揮，準將通常是師的第二指揮官，聯隊由上校指揮。
- 第1航空師

下轄11個聯隊，航空師指揮官兼任北美防空司令部的加拿大地區指揮官。
- 第2航空師

下轄2個聯隊，負責訓練。

### 加拿大聯合作戰司令部
加拿大聯合作戰司令部（英語：Canadian Joint Operations Command，CJOC），是為了削減預算，於2012年合併加拿大司令部，加拿大遠征部隊司令部和加拿大作戰支援司令部合併而成。2015年4月1日，加拿大第1師從加拿大陸軍轉移給加拿大聯合作戰司令部。
加拿大聯合作戰司令部指揮官為中將軍階，副指揮官三位(分別管理原大陸司令部，遠征司令部和作戰支援司令部)。
- 北方聯合特遣部隊（英语：Joint Task Force (North)）
- 太平洋聯合特遣部隊
- 西方聯合特遣部隊
- 中央聯合特遣部隊
- 東方聯合特遣部隊
- 大西洋聯合特遣部隊

## 預備役
- 主要預備役（英语：Primary Reserve）
- 少年組織管理與訓練服務（英语：Cadet Organizations Administration and Training Service）
- 加拿大遊騎兵

## 海外行動
在2006年12月中，加拿大軍隊的海外軍事行動包括：二千三百名加國士兵參與阿富汗反恐及重建工作的射手座行動和雅典娜行動、國際反恐行動的牛郎星行動、在西奈半島軍事觀察團的卡呂梅行動。除了上述大型行動外，少數量士兵參與全球各地的國際性補給、及動用災難救援應變小組（DART）協助大型事故。

## 部署

### 國外
駐拉脫維亞1200人。

## 軍費
加拿大國防屬於聯邦政府事務。2003年國防經費佔國民生產總值1.1%（页面存档备份，存于）。2004至2005年度財政預算中的國防開支大約140億加元。不過，自由黨政府在2005年建議未來五年撥款額外128億加元，提供軍隊徵募多五千名正規及三千名後備士兵來提升軍力。
新執政保守黨政府保證2006年財政預算中上屆自由黨政府的建議會維持不變外，會另加53億加元。保守黨政府打算多徵募一萬三千名正規、一萬名後備士兵、及一套三艘巡邏北極圈水域用的破冰船。
在2006年六月下旬，加拿大國防部長歐康諾一連串地公布名為「以國家為先」（Canada First）的國防採購計畫，希望令加拿大軍隊有更大流動性和更容易部署。此採購分配171億加元用於購買新式貨車、運輸機、直升機、及三軍支援船隻。

## 外部連結
- 加拿大皇家海軍官方網站
- 加拿大陸軍官方網站（页面存档备份，存于）
- 加拿大皇家空軍官方網站（页面存档备份，存于）